# Idioma bontoc
Bontoc o Finallig es un idioma indígena austronesio del Provincia de La Montaña en las Filipinas del norte. Tiene cinco dialectos que a menudo se clasifican como idiomas diferentes.

## Dialectos
Ethnologue informa las siguientes ubicaciones para cada uno de los cinco idiomas bontok.
- Bontok central - hablado en el municipio de Bontoc de Provincia de La montaña. Tiene 19.600 hablantes. Los dialectos son Khinina-ang, Finontok, Sinamoki, Jinallik, Minaligkhong y Tinokukan.[1]
- Bontok oriental - hablado en el municipio de Barlig. Tiene 6.170 hablantes. Los dialectos son Finallig, Kinajakran (Kenachakran) y Liniyas.[2]
- Bontok del Norte - hablado en el municipio de Sadanga. También hay algunos hablantes en la provincia meridional de Kalinga . Tiene 9.700 hablantes.

- Bontok del Sur - se habla al sur del municipio de Bontoc en los pueblos de Talubin, Bayyo y Can-eo. Tiene 2.760 hablantes. Los dialectos son Tinoveng y Kanan-ew.[3]
- Bontok del suroeste - también hablado en el municipio de Bontoc. Tiene 2.470 hablantes. Los dialectos son Ina-ab, Binalili y Ginonogon.[4]

## Fonología
|             | Labial | Alveolar | Palatal | Velar | Glotal |
| ----------- | ------ | -------- | ------- | ----- | ------ |
| Nasal       | m      | n        |         | ŋ     |        |
| Oclusiva    | p b    | t d      |         | k ɡ   | ʔ      |
| Fricativa   |        | s        |         |       |        |
| Rótico      |        | ɻ ~ ɺ    |         |       |        |
| Aproximante |        |          | j       |       |        |

|         | Anterior | Posterior |
| ------- | -------- | --------- |
| Cerrada | i        |           |
| Media   | e        | o         |
| Abierta | a        | a         |

El sonido /e/ se convierte en una [e̞] ligeramente centralizada cuando está en una sílaba cuya coda es /k/. Cuando están en el núcleo, /a/ y /o/ se elevan ligeramente y /i/ desciende.
Hay dos grados de estrés en Bontoc: primario y secundario . El acento primario es fonémico y el acento secundario es predecible. Ambos tipos están orientados a la derecha y ocurren en una de las últimas tres sílabas. Los efectos del acento incluyen un tono o volumen más alto y un alargamiento del núcleo de la sílaba, aunque todos estos están sujetos a ciertas reglas relacionadas con la prosodia de palabras.